# エリシャ・オウス
エリシャ・オウス（英語: Elisha Owusu、1997年11月7日 - ）は、フランス・モントルイユ出身のサッカー選手。リーグ・アン・AJオセール所属。ポジションはMF。ガーナ代表。

## 経歴

### クラブ
2010年にオリンピック・リヨンの下部組織に加入し、下部組織では主将も務めた。2017年2月23日に3年のプロ契約を締結した。2018年6月19日にFCソショー＝モンベリアルに期限付き移籍した。7月27日にリーグ・ドゥでプロ初出場を記録した。
2019年6月21日、KAAヘントに4年契約で完全移籍した。
2023年1月16日、ヘントと双方合意の下で契約を解除し、AJオセールに1年半契約で加入した。

### 代表
2022年3月29日に行われた2022 FIFAワールドカップ・アフリカ3次予選のナイジェリア代表戦で代表初出場を記録し、2022 FIFAワールドカップ本戦出場に貢献した。その後本戦メンバーに選出された。

## 私生活
フランス生まれであるが、血筋はガーナに持っている。

## 代表歴

### 出場大会
- ガーナ代表
  - 2022 FIFAワールドカップ

### 試合数
- 国際Aマッチ 6試合 0得点（2022年-）[8]

| ガーナ代表 | 国際Aマッチ | 国際Aマッチ |
| 年         | 出場        | 得点        |
| ---------- | ----------- | ----------- |
| 2022       | 3           | 0           |
| 2023       | 3           | 0           |
| 2024       |             |             |
| 通算       | 6           | 0           |

## タイトル

### クラブ
KAAヘント
- ベルギー・カップ : 1回 (2019-20)